# Atrocalopteryx melli
Atrocalopteryx melli is een juffer (Zygoptera) uit de familie van de beekjuffers (Calopterygidae).
De wetenschappelijke naam van de soort werd in 1912 als Calopteryx melli gepubliceerd door Friedrich Ris.